# Staroje Szugurowo
Staroje Szugurowo (ros. Старое Шугурово) – wieś (sieło) w Rosji, w Tatarstanie, w rejonie leninogorskim. W 2010 liczyła 866 mieszkańców.